# Клуб слухняних дружин
Клуб слухняних дружин — міжнародна жіноча організація, заснована на ісламських цінностях, що навчає дружин слухатися чоловіків. Відділення Клубу діють у Малайзії, Індонезії, Сінгапурі, Австралії, Казахстані і Йорданії, планувалося відкрити також в Англії і Франції. У жовтні 2011 року від імені Клубу була опублікована книга «Ісламський секс», у якій, зокрема, було написано, що жінки, щоб чоловіки їм не зраджували, повинні стати для них «професійними повіями». Книга була заборонена в Індонезії і Малайзії. Частина її змісту просочилась за межі організації і викликала запеклі суспільні дебати.

## Історія
Перше відділення клубу було відкрите у столиці Малайзії Куала-Лумпур у червні 2011 року фірмою «Global Ikhwan». Заявленною ціллю організації була допомога жінкам, які хотіли стати хорошими дружинами і продуктивними працівницями, але її основною ціллю було змінити погляд мусульманок на секс у шлюбі.
Організація «Global Ikhwan», яка також заснувала  клуб Та‘аддуд аз-завджата, який теж викликав неоднозначну реакцію, була тісно пов'язана із забороненою у 1994 році ісламською сектою аль-Акрам.

## Книга
У жовтні 2011 року від імені Клубу була опублікована книга «Ісламський секс» на 115 сторінок, ціллю якої було просвітництво жінок у галузі фізичних і духовних аспектів сексуальних стосунків. Після розповсюдження книга викликала неоднозначну реакцію. Низка ісламських організацій назвали її «застарілою» і «зневажливою, як на рахунок жінок, так і чоловіків». Зокрема, критикувалася порада дружинам поводитися з чоловіками «як професійні повії». На думку критиків, книга пропагується сексуальна об'єктивація жінок, на яких також покладається непропорційна відповідальність. За словами представника Ісламської релігійної ради Сингапуру, «щастя у шлюбі не зводиться к сатисфакції сексуальних потреб».
У відповідь на критику у «Клубі» заявили, що у книзі описані лише духовні практики.

## Ісламська основа
У «Клубі слухняних дружин» вважають, що іслам заохочує секс у шлюбі, за їхніми словами, «Аллах говорив, що всі ці дії є халяльними, чистими, прекрасними, і схожі на молитву між дружиною і чоловіком».